# 玉峰站
玉峰站是达成铁路上的一座铁路车站，位于四川省遂宁市大英县玉峰镇得鱼沟村，隶属于成都铁路局遂宁车务段，为五等站。车站是达成铁路后期扩能改造时增建的会让站，仅作列车会让使用，不办理客货运业务。车站上下行区间均为单线，区间及站内均已电气化。

## 车站设施
车站站场呈西南—东北走向，设有股道3条（其中正线1股，侧线2股），站台1座，站房位于线右，未配备客货运设施。